# Јужна Европа
Јужна Европа је регија Европе која се налази у јужном делу истоименог континента, у басену Средоземног мора. Ова регија обухвата површину од 1.426.838 km², и у њој живи око 160 милиона људи.
Јужна Европа се састоји од три велика полуострва: Пиринејског на западу, Апенинског у средишњем делу и Балканског на истоку, укључујући и бројна острва у Средоземном мору.

## Физичко-географске одлике
Јужна Европа је брдско-планинска регија. Невероватно звучи чињеница да је Јужна Европа највише планинска од свих регија Европе. Брдско-планински рељеф заузима готово три четвртине површине Јужне Европе. Углавном преовлађују веначне планине док старих громадних има веома мало у централним деловима Пиринејског и Балканског полуострва. Низије заузимају само једну четвртину Јужне Европе, и то у уском појасу уз обалу. Оне дубље залазе у копно само дуж речних долина.
Највећа низија Јужне Европе је Падска низија, која се налази на северу Апенинског полуострва. Ова низија је настала таложењем наноса реке По. На Пиринејском полуострву су познате и: Андалузијска низија у доњем току реке Гвадалкивир и Арагон око реке Ебро. Док су Тракија, Солунска низија и Тесалија на Балканском полуострву.
Обала Јужне Европе је веома разуђена, чак једна од најразуђенијих на свету. У овој регији постоје активни вулкани и чести земљотреси.

## Средоземна клима
Највећи део Јужне Европе је под утицајем Средоземне климе. Са удаљавањем од обале, Средоземна клима се мења у унутрашњим деловима и прелази у континенталну, а у планинским пределима у планинску климу. Западни делови Пиринејског полуострва су под утицајем морске климе, пошто су изложени утицају Атлантског океана.
Средоземну климу карактеришу жарка, сува лета (средње јулске температуре износе од 19 °C до 30 °C) и благе, влажне зиме (средње јануарске температуре износе од 2 °C до 12 °C). Пролеће наступа рано, док је јесен дуга и топла. Снег ретко пада и обично се задржава неколико дана само у северном ободу области.
Средоземну климу одликује велики број ведрих дана у години (Рим – 145, Атина – 114, итд).
Просечна количина падавина је 400 до 600 mm (неке области су полусушне).

## Природни ресурси и привреда
Шуме зимзеленог храста китњака биле су природна вегетација Јужне Европе, али су скоро потпуно искрчене. Замењене су густом жбунастом вегетацијом, а шуме сачињава медитерански бор. Пиринејско полуострво је очувало шуме храста плутњака.
Риболов није једна од важнијих привредних делатности Јужне Европе, пошто је риба у великој мери изловљена. Атлантик је богатији рибом, тако да се земље на његовим обалама налазе при врху европске листе, од јужноевропских земаља то је Шпанија која заузима 4. место. У Средоземном мору се највише лове сардине, туна и скуша.
У планинским областима Јужне Европе откривена су лежишта откривена су лежишта разноврсних руда, пре свега руда обојених метала (највише боксита). Грађевинског материјала има у изобиљу, нарочито мермера. У Јужној Европи нема довољно природних горива. Највише електричне енергије се производи у термоелектранама, које троше мазут и земни гас из увоза. На бази увезене нафте развијена је индустрија прераде нафте, а рафинерије су концентрисане у великим морским лукама.
Главни природни ресурс Јужне Европе је њена клима. Захваљујући клими, земље Јужне Европе су највећи светски произвођачи маслина и грожђа, односно маслиновог уља и вина који се добијају из њих.

### Земљиште
У Јужној Европи се јављају различити типови земљишта, од плодних црница до хумуса сиромашних подзола.
За ову регију, карактеристично земљиште је црвеница, или другачије, тера роса.

### Туризам
Јужна Европа се не може мерити са приобаљем Северног мора ни по богатству и улову рибе, ни по резервама нафте и гаса, а ни по величини лука и обиму поморског саобраћаја. Али Јужна Европа има нешто по чему се ниједна регија на свету не може с њом мерити – ни са природног, ни са друштвеног становништва. То су непоновљиво поднебље и непроцењиво културно наслеђе, што је идеална основа за развој туризма. Због тога су земље Јужне Европе међу првима у свету по броју туриста и приходима од туризма. Сваке године преко 200 милиона туриста бораве на обалама Средоземног мора.
Међународни туризам има веома важну улогу у свеукупном животу јужноевропских земаља. Туризам утиче на промену структуре привреде и запослености људи, на развој свих врста саобраћаја...

## Друштвено-географске одлике

### Миграције
За Јужну Европу биле су карактеристичне прекоморске миграције. Исељавање из Шпаније и Португалије почело је још у првој половини 16. века, када су ти народи кренули у освајање прекоморских земаља. Највише Шпанаца и Португалаца живи у Јужној Америци: Шпанци су се населили по целом континенту, а Португалци углавном у Бразилу.
Исељенички талас из Италије кренуо је ка Америци тек крајем 19. и почетком 20. века, а поново оживео после Другог светског рата. О размерама италијанске миграције најбоље говоре подаци да је у Аргентини сваки четврти становник италијанског порекла, а да у Њујорку има више Италијана него у било којем другом граду у Италији.
Ни Грци нису били изузетак. Њих има више од три милиона расутих по целом свету, а највише у САД.
У другој половини 20. века емигранти из Јужне Европе нису више одлазили преко океана, већ су се окренули ка развијеним земљама средње и западне Европе. Емиграција је успорена после уласка ових земаља у Европску унију.

### Становништво
Већина становништва Јужне Европе припада индоевропској породици народа.
Јужноевропске земље имају најмањи проценат градског становништва. Процесом урбанизације у већини земаља су обухваћени делови у којима се развија неколико већих градских центара.

### Народи
Јужну Европу настањују следећи народи.
- 1. Словени - Срби, Бугари, Црногорци, Македонци, Бошњаци, Хрвати, Словенци
- 2. Романи - Шпанци, Португалци, Каталонци, Корзиканци, Сицилијанци, Сардинци, Румуни, Цинцари, Власи
- 3. Семитски народи - Малтежани
- 4. остали народи - Грци, Албанци, Баски

### Религија
- 1. православни - Срби, Бугари, Црногорци, Македонци, Румуни, Цинцари, Власи, Грци
- 2. католици - Хрвати, Словенци, Шпанци, Португалци, Каталонци, Корзиканци, Сицилијанци, Сардинци, Малтежани
- 3. муслимани - Албанци, Бошњаци, Турци

## Економско-географске одлике
Јужна Европа је „срце” Старог света. Она је одувек спајала три континента. Откриће Америке 1492. године било је позив Европљанима на освајање земаља и стицање добара „с оне стране Атлантика”. Тиме је опадао значај географског положаја земаља средоземног прочеља Европе, а нагло се повећавао значај географског положаја земаља на атлантском прочељу.
Јужна Европа је тако из средишта, померено на периферију светске трговине. Прокопавањем Суецког канала 1869. године и откривањем богатих налазишта нафте у југозападној Азији и северној Африци, Јужна Европа враћа део некадашњег значаја. И даље се, међутим, по савременом привредном значају не може мерити са приобаљем Северног мора.

### Луке
На обалама Средоземног мора изграђено је много лука, али нема таквих које би се могле мерити с лукама Северног мора. Тако је, на пример, укупан годишњи претовар робе у луци Марсељ, највећем лучком граду у Јужној Европи, је пет пута мањи него у луци Ротердам (Холандија).

## Флора и фауна
Биљни и животињски свет Јужне Европе је веома разноврстан.
Због бројних реликтних и ендемичних биљних и животињских врста, поједини делови су заштићени и проглашени националним парковима. Само у Србији постоји пет националних паркова.

## Подрегије
Према природним и друштвеногеографским обележјима издвајамо две подрегије:
- Медитеранске земље и
- Балканске земље.

## Медитеранске земље
Медитеранске земље не представљају све земље које излазе на Средоземно море, већ само оне у којима су људи одувек били концентрисани на живот и рад уз обале Средоземног мора. То су:
- Шпанија и Португалија на Пиринејском полуострву,
- Италија на Апенинском полуострву,
- Грчка на Балканском полуострву и
- Мале државе: Андора, Сан Марино, Малта, Монако и Ватикан.

## Балканске земље
Балканске земље представљају све земље Јужне Европе које не припадају Медитеранској регији, као што су: Србија, Црна Гора, Бугарска, Македонија, Албанија, Босна и Херцеговина, Словенија и Хрватска.

## Државе
- Југозападна Европа (већим делом захвата Пиринејско полуострво):
  -  Шпанија,[а]
  -  Португалија,[а]
  -  Андора,[а]
  -  Гибралтар (прекоморска територија Уједињеног Краљевства)
  -  Француска.
- Југоцентрална Европа (Апенинско полуострво):
  -  Италија,[а]
  -  Ватикан,[а]
  -  Сан Марино.[а]
- Југоисточна Европа (Балканско полуострво):
  -  Албанија,[б]
  -  Грчка,[а]
  -  Босна и Херцеговина,[б]
  -  Хрватска,[б]
  -  Македонија,[б]
  -  Србија,[б]
  -  Црна Гора,[б]
  -  Словенија,[б]
  -  Бугарска,[б]
  -  Турска — европски део (Источна Тракија),[в]
- Острвске државе:
  -  Малта,[а]
  -  Кипар.[в]